# Dicker Stein (Piesdorf)
Der Dicke Stein ist ein aufgerichteter Findling und möglicherweise ein vorgeschichtlicher Menhir bei Piesdorf, einem Ortsteil von Könnern im Salzlandkreis, Sachsen-Anhalt.

## Lage und Beschreibung
Der Stein befindet sich etwa 240 m südlich von Piesdorf an der Ostseite der nach Gerbstedt führenden Straße. Er steht direkt auf der Grenze zweier Ackerstreifen.
Trotz seiner auffälligen Lage und der weit zurückreichenden Forschungsgeschichte zu den Menhiren im Saalegebiet wird der Stein in älteren Publikationen nicht erwähnt. In den 1990er und 2000er Jahren wird er in geologischen Aufsätzen lediglich als Findling bezeichnet. Die 2016 veröffentlichte Bodendenkmalliste des Landes Sachsen-Anhalt führt ihn als Menhir, der ursprünglich möglicherweise einen heute eingeebneten Grabhügel bekrönte.
Der Stein besteht aus Braunkohlenquarzit und ist unbearbeitet. Die nördliche Langseite ist uneben und blasig. Der Stein hat eine Höhe von 1,40 m, eine Breite von 1,1 m und eine Dicke von 0,60 m. An der Südseite weist er ein kleines, 6 cm tiefes Bohrloch auf, das vermutlich für eine geplante, aber nicht durchgeführte Sprengung angebracht wurde.